# شیار آریده

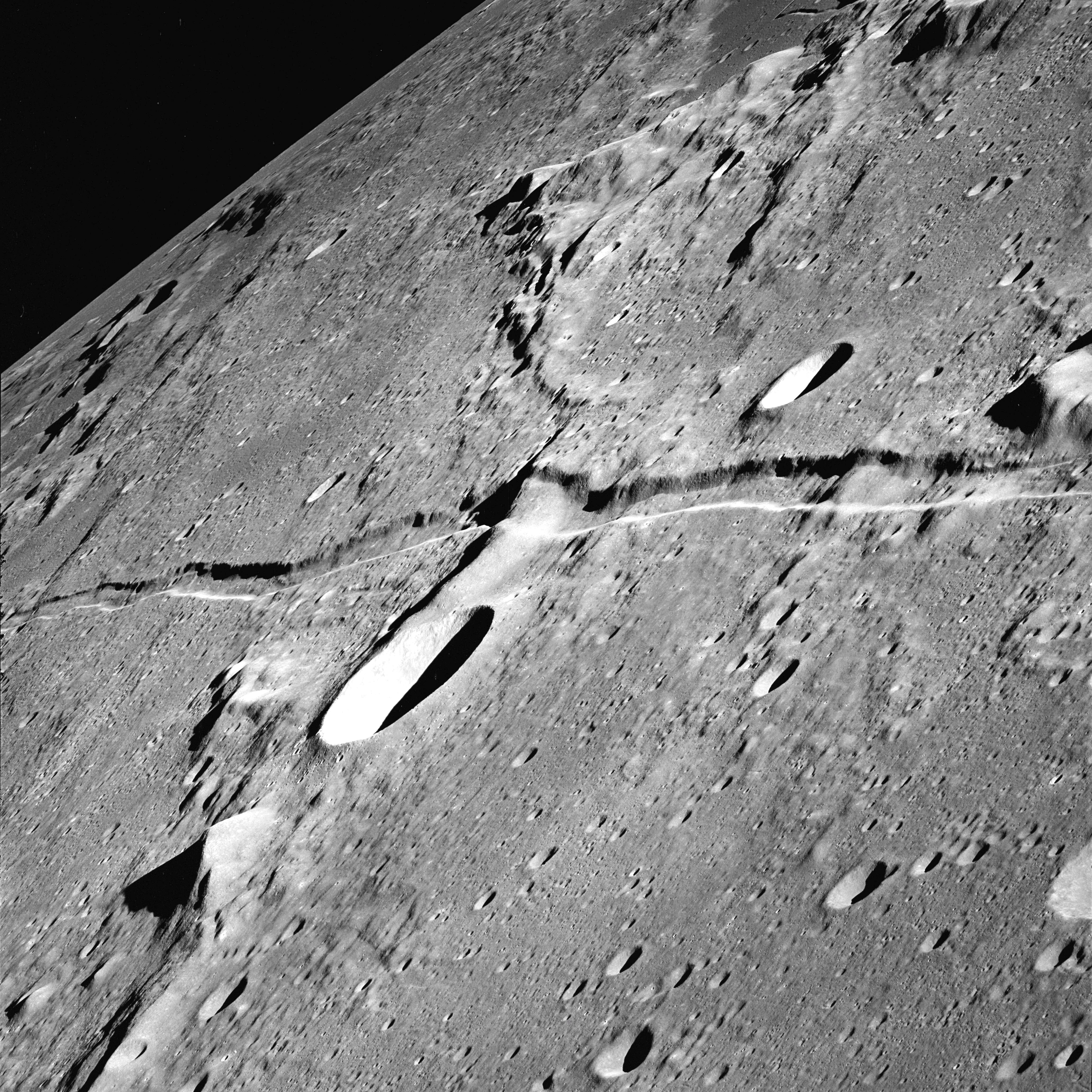
عکسی از شیار آریده توسط آپولو ۱۰. دهانه‌ای که در جنوب شیار در نیمهٔ چپ تصویر قرار دارد دهانه زیلبرشلاگ است. قسمت تیره در سمت راست، بالا، بخشی از کف دهانه بوسکوویچ است.

شیار آریده (Rima Ariadaeus) نام یک گودال دراز بر سطح کرهٔ ماه است که بر پایهٔ مختصات ماه‌نگاری در مختصات ۶٫۴ شمالی و ۱۴٫۰ شرقی واقع شده‌است.
این شیاروار در حدود ۳۰۰ کیلومتر درازا، ۴ کیلومتر پهنا و نیم کیلومتر ژرفا دارد و کانالی خالی است که دو دریاوار به نام‌های دریای آسایش و دریای بخارها را به هم پیوند می‌دهد. شیاروار اصطلاحی است که برای این‌گونه پدیده‌های جغرافیایی بر سطح ماه استفاده می‌شود.
شیار آریده احتمالاً در زمانی که بخشی از سطح ماه در میان دو گسل و به موازات آن گسل‌ها فروافتاده بوده، تشکیل شده‌است.
این شیاروار از پدیده‌های نسبتاً جوان بر سطح ماه است و بر روی آن عوارض جغرافیایی و دهانه‌های برخوردی کمی دیده می‌شود. یک جاخوردگی در میانه‌های این گسل وجود دارد که نشانهٔ فعالیت‌های زمین‌ساختی در دوران‌های گذشته‌است.
نام این شیاروار از دهانه آریده گرفته شده که در نقطهٔ پایانی شرق شیار قرار گرفته.

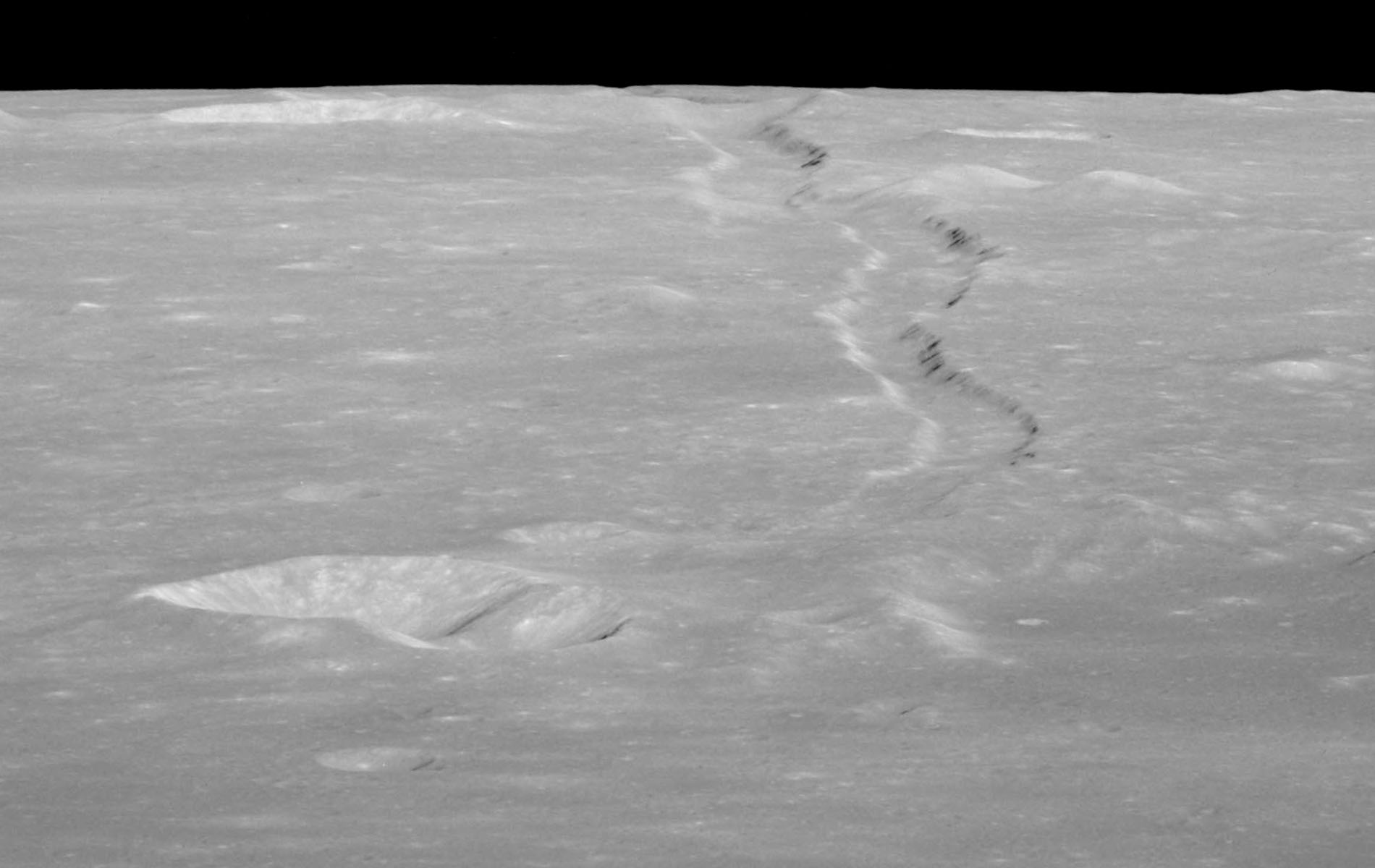
عکسی مروبط به سفر آپولو10 به ماه که در راستای شیار آریده گرفته شده و دهانه برخوردی آریده هم در کنار آن به وضوح مشخص است.

این دو پدیده را به نام فیلیپ سوم مقدونی ملقب به آریده نام‌گذاری کرده‌اند که یکی از شاهان مقدونیه پس از اسکندر بوده و میان سال‌های ۳۵۹ تا ۳۱۷ ق.م. می‌زیسته‌است.
شیار آریده در سال ۱۹۶۹ توسط فضانوردان آپولو ۱۰ و به هنگام نزدیک‌شدن تاریخی آن‌ها به سطح ماه عکسبرداری شد. با اطلاعات زیادی که از این نزدیکی به‌دست آمد، پس از آن فضاپیمای آپولو ۱۱ توانست بر سطح ماه بنشیند.
بر پایهٔ تقسیمات سازمان زمین‌شناسی آمریکا، سطح ماه به صورت چهارگوش‌نگاری به قطعاتی بر روی نقشه تقسیم شده و شیار آریده در چهارگوش ال‌کیو۱۲ این نقشه‌ها واقع شده‌است.